# Брант, Джон
Джо́натан «Джон» Брант (англ. Jonathan «Jon» Brunt; род. 5 октября 1974, Портидж, Висконсин) — американский кёрлингист.
В составе мужской сборной США участник чемпионата мира 2000. Чемпион США среди мужчин (2000), чемпион США среди смешанных команд (2000).
Играл в основном на позиции первого и второго.

## Достижения
- Чемпионат США по кёрлингу среди мужчин: золото (2000), серебро (2001, 2014), бронза (2002).
- Американский олимпийский отбор по кёрлингу: серебро (2001).
- Чемпионат США по кёрлингу среди смешанных команд: золото (2000).

## Команды
| Сезон                                          | Четвёртый      | Третий          | Второй        | Первый        | Запасной                                 | Турниры                        |
| ---------------------------------------------- | -------------- | --------------- | ------------- | ------------- | ---------------------------------------- | ------------------------------ |
| 1992—93                                        | Джон Брант     | ?               | ?             | ?             |                                          | ЧСШАЮ 1993 (4 место)           |
| 1995—96                                        | Джон Брант     | ?               | ?             | ?             |                                          | ЧСШАМ 1996 (4 место)           |
| 1996—97                                        | Майк Пеплински | Shaun Rodeski   | Пит Фенсон    | Джон Брант    |                                          |                                |
| 1998—99                                        | Крейг Браун    | Matt Stevens    | Джон Брант    | Стив Браун    |                                          |                                |
| 1999—00                                        | Крейг Браун    | Райан Куинн     | Джон Брант    | Джон Данлоп   | Стив Браун (ЧМ) тренер: Дайан Браун (ЧМ) | ЧСШАМ 2000 · ЧМ 2000 (4 место) |
| 2000—01                                        | Крейг Браун    | Райан Куинн     | Джон Брант    | Джон Данлоп   |                                          | ЧСШАМ/АООК 2001                |
| 2001—02                                        | Крейг Браун    | Даг Поттинджер  | Джон Брант    | Джон Данлоп   | Кори Уорд тренер: Стив Браун             | ЧСША 2002                      |
| 2002—03                                        | Крейг Браун    | Даг Поттинджер  | Джон Брант    | Джон Данлоп   |                                          |                                |
| 2002—03                                        | Райан Куинн    | Кори Уорд       | Джон Брант    | Doug Anderson |                                          | ЧСШАМ 2003 (8 место)           |
| 2008—09                                        | Крейг Браун    | Рич Руохонен    | Джон Данлоп   | Пит Эннис     | Джон Брант                               | ЧСША/АООК 2009 (4 место)       |
| 2012—13                                        | Крейг Браун    | Крой Нернбергер | Мэтт Хэмилтон | Джон Брант    |                                          | ЧСШАМ 2013 (7 место)           |
| 2013—14                                        | Крейг Браун    | Крой Нернбергер | Мэтт Хэмилтон | Джон Брант    |                                          | ЧСШАМ 2014                     |
| Кёрлинг среди смешанных команд (mixed curling) |                |                 |               |               |                                          |                                |
| 1999—00                                        | Крейг Браун    | Эрика Браун     | Джон Брант    | Джилл Джонс   |                                          | ЧСШАСК 2000                    |

(скипы выделены полужирным шрифтом)

## Частная жизнь
Его двоюродный брат Райан Брант — тоже кёрлингист, двукратный чемпион США среди мужчин. Двоюродная сестра Джона, сестра Райана — Морин Кларк (в замужестве; урождённая Брант), кёрлингистка, вице-чемпионка мира среди женщин (2005), играла в женской сборной США на зимних Олимпийских играх 2006, чемпионка США среди женщин (2005), чемпионка мира среди юниоров (2002).
Джонатан начал заниматься кёрлингом в 1986 в возрасте 12 лет.